# 안동 막곡동 삼층석탑
안동 막곡동 삼층석탑(安東 幕谷洞 三層石塔)은 경상북도 안동시 풍산읍 막곡리, 청성산 성산사에 서 있었던 3층 석탑으로 추정된다. 1979년 1월 25일 경상북도의 유형문화재 제110호로 지정되었다.

## 개요
청성산 성산사에 서 있었던 3층 석탑으로 추정된다.
자연암반 위에 2층의 기단(基壇)과 3층의 탑신(塔身)을 올린 모습으로, 현재 기단 일부가 훼손되고, 3층 지붕돌 이상이 없어졌다. 탑신의 몸돌에는 모서리마다 기둥 모양을 새겼고, 두툼한 지붕돌은 밑면에 4단의 받침을 두었다.
작은 크기의 탑이지만 각 부분이 균형있게 조화되어 안정감을 준다. 지붕돌이 두껍고 받침이 줄어드는 점 등으로 보아 고려 전기에 세운 것으로 추정된다.

## 참고 자료
- 안동막곡동삼층석탑 - 국가유산청 국가유산포털